# NGC 367
NGC 367 es una galaxia lenticular de la constelación de Cetus.
Fue descubierta el 1886 por el astrónomo Frank Muller.